# 曾紀春
曾紀春（1879年—1934年），字鳳書，山西陽曲縣人，宣統三年進士。

## 生平
- 先世為江西廬陵人，于明洪武時從晉王至太原定居，入籍陽曲縣。以監生考入山西大學堂中齋畢業。考試授舉人。
- 宣統三年三月，學部會考山西西學專齋畢業學生，得66.13分，列中等[1]。
- 宣統三年四月丁酉引見，賞給進士出身[2]。
- 宣統三年六月，就職知縣掣簽，簽分河南[3]。
- 民國三年任山西高等檢察廳檢察官。按司法部例，司法官應回避本省箱，因調貴州高等檢察廳首席檢察官，後辭職返裡，應陽曲縣高小校長。對貧寒學生給以津貼，以資上進。後被選為議員。家世宗儒，藏書極富，收藏古籍二萬餘冊，在新南門大街有一處院，五間藏書室，室名曰“古柏書屋”陳列書畫極豐富，晚年與徐溝劉文炳教授、靈石耿步蟾實業廳長、甯武南桂馨先生均同學友好往來，展賞金石書畫為娛樂，至七七蘆溝橋事變，日寇侵略，太原城淪陷時，家入逃出，將藏書大部遺失。明版二十二史由傅山批註珍本書，現藏山西省圖書館，其餘文物晉祠文管會與蘭村竇大夫文管會等處均有珍藏，其他剩餘的書，在十年動包初期，毀於破四舊中了[4]。